# Capella de Sant Jeroni
La Capella de Sant Jeroni és una església del municipi de Sant Pere de Riudebitlles (Alt Penedès), inclosa en l'Inventari del Patrimoni Arquitectònic de Catalunya.

## Descripció
La capella de Sant Jeroni està situada al costat del cementiri, dalt d'un turonet al costat del poble. És un edifici d'una sola nau amb absis poligonal i capelles a la banda lateral esquerra. La coberta és a dues vessants. La façana, d'estructura molt senzilla, presenta un portal frontal allindanat i un petit òcul. Sobre la porta hi ha un escut i la data del 1762. La capella fou bastida el 1762, segons consta a l'escut que hi ha a la façana.